# 莫塔德尔马尔克斯
莫塔德尔马尔克斯，是西班牙卡斯蒂利亚-莱昂巴利亚多利德省的一个市镇。总面积31平方公里，总人口449人（2001年），人口密度14人/平方公里。